# Mark Klein
Pour les articles homonymes, voir Klein.

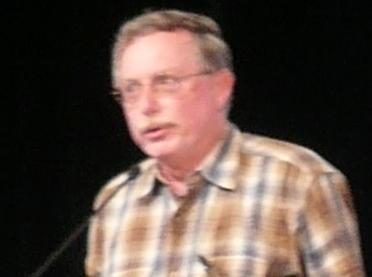
Mark Klein en mars 2008

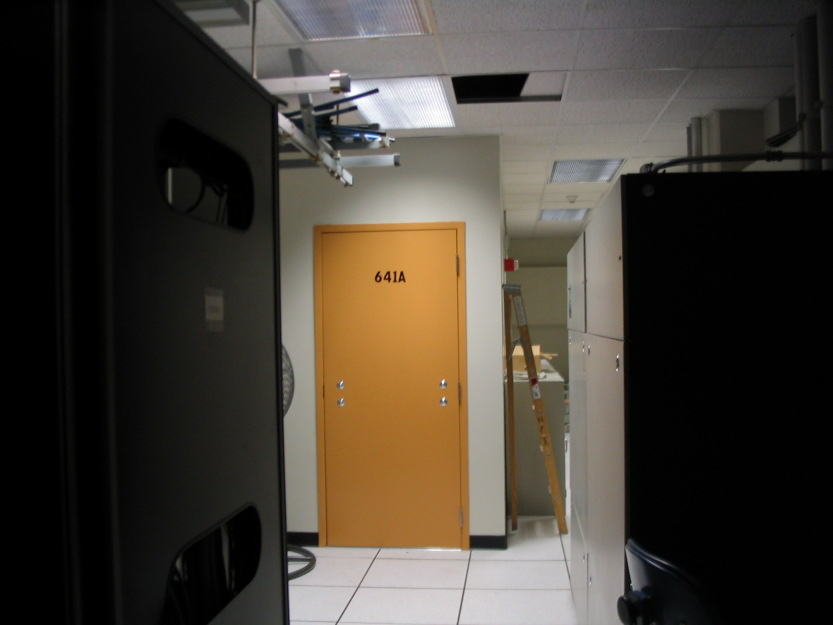
Photographie de l'extérieur de la Room 641A.

Mark Lee Klein, né le 2 mai 1945 à Brooklyn et mort le 8 mars 2025 à Oakland en Californie,, est un technicien américain d'AT&T qui a dénoncé la coopération de son ex-employeur avec la National Security Agency (NSA) dans le cadre du programme de surveillance électronique de la NSA, probablement illégal, des citoyens américains. Aux États-Unis, sa dénonciation a fait la manchette de plusieurs importants médias américains en mai 2006.

## Biographie
Klein a travaillé pour le compte d'AT&T pendant plus de 22 ans, avant de prendre sa retraite en 2004
Il a révélé l'existence de la Room 641A (« salle 641A »), installation d'interception de télécommunications exploitée par la société AT&T pour la National Security Agency (NSA) située dans un immeuble de San Francisco. Elle a commencé ses opérations en 2003 et a été découverte puis rendue publique par lui en 2006.
En reconnaissance de ses gestes, Electronic Frontier Foundation lui a remis en 2008 un Pioneer Award.
En juillet 2009, il a publié un livre relatant ses expériences après sa dénonciation.

## Publication
- Wiring Up The Big Brother Machine... And Fighting It.